# برايان ليتل
برايان ليتل (بالإنجليزية: Brian Little) (25 نوفمبر 1953 بنيوكاسل أبون تاين في المملكة المتحدة - ) هو مدرب كرة قدم ولاعب كرة قدم بريطاني في مركز الهجوم. شارك مع منتخب إنجلترا لكرة القدم. أما مع النوادي، فقد لعب مع أستون فيلا.

## وصلات خارجية
- برايان ليتل على موقع قاعدة بيانات كرة القدم.إي يو (الإنجليزية)
- برايان ليتل على موقع ناشيونال فوتبول تيمز (الإنجليزية)
- برايان ليتل على موقع Soccerbase.com (لاعب) (الإنجليزية)
- برايان ليتل على موقع Soccerbase.com (مدرب) (الإنجليزية)